# Szonett

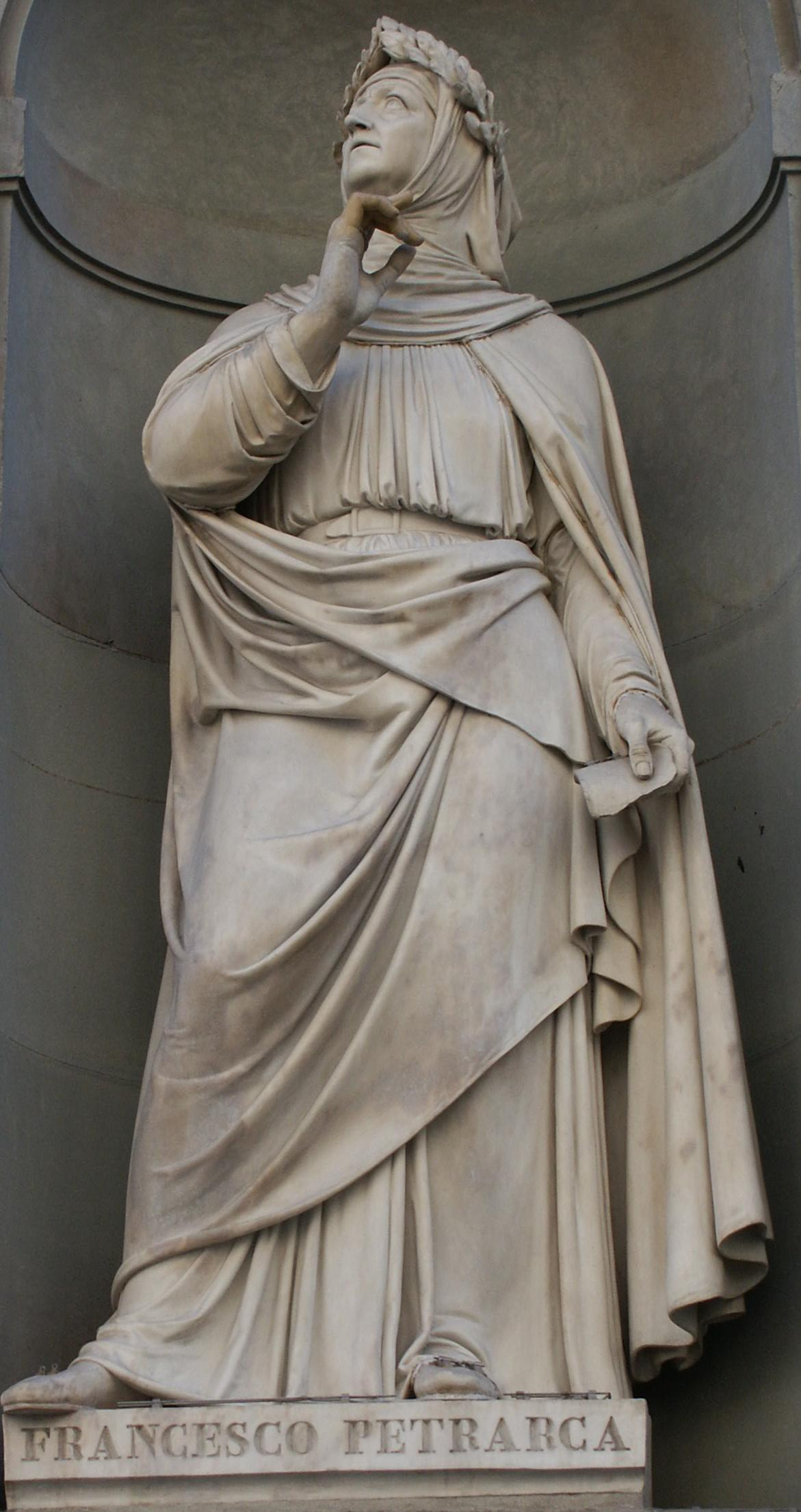
Francesco Petrarca szobra, Uffizi, Firenze, Olaszország

A szonett (olaszul: rövid dal) középkori eredetű, a reneszánsztól egész Európában elterjedt versszerkezet. A legkötöttebb formák egyike, ezért a legintenzívebb, ambivalens lírai tartalmak kifejezésére a leghatásosabb. 14 sorból áll, általában két quartinára (10-11 szótagos, négy soros szakasz) és két terzinára (ugyanolyan szótagszámú három soros szakasz) tagolva.
A reneszánsz korában népszerűvé vált versforma, kötött formájú vers. A szonett a reneszánsz korában az olasz Francesco Petrarca nevéhez kapcsolódik. Ő az olasz reneszánsz költészet első jelentős alakja, az antik kultúra kiváló ismerője, a kor legjelesebb humanistája, aki könyvtárakban kutatva régi szerzőket fedez fel. Az ő ösztönzésére készül el Homérosz Iliaszának első latin nyelvű fordítása. Petrarca kedvelt versformája volt a lírai szonett és anyanyelve a firenzei, úgynevezett toszkán tájszólás volt a 14. század három olasz klasszikusának a nyelve, ebből alakult az olasz irodalmi nyelv, ezt tanítják „olasz" néven minden ország iskoláiban és egyetemein.

„Inkább az emberi lelket kell csodálni, mert az olyan nagy, hogy semmilyen más nagyság nem állja ki vele az összehasonlítást.”

– Petrarca

Fő műve a Daloskönyv (Il Canzoniere). A kötet darabjaiban Petrarca az emberi lélek csodálatos területeit, az emberi szenvedélyek világát énekli meg.
A versek ihletője a Petrarca által Laurának (laura = babér, babérkoszorú) nevezett hölgy. A kötet 366 költeményt tartalmaz, melyekben nem annyira az imádott női alak, Laura a fontos, hanem a költő érzelmei, megfigyelései önmagáról, a vágy hatalmáról, lelki szenvedésről, boldogságról, boldogtalanságról. Ezekben a versekben a kedves elérhetetlen, a szerelem egyszerre jelenti a boldogságot, beteljesületlenség miatti boldogtalanságot. A költő szerelme Laura halála után sem szűnik meg, de ekkor a reménykedés helyett a visszaemlékezés hangján szól verseiben. A kötet versei óriási hatással voltak a későbbi korok költőire.

## Kialakulása, világirodalmi fejlődése
A formát először a szicíliai Giacomo da Lentino alkalmazta a 13. század első felében. A sorfajta endecasillabo volt, a rímképlet pedig abab abab cdc dcd. A szonettköltés első igazi nagymesterének Francesco Petrarca (petrarcai szonett) tekinthető, aki a szerkezeten belül jambikus ritmust használt, a 3 soros strófákban sorjázó rímmel. 
A 16. században Ronsard alexandrinusban írta e típusba tartozó költeményeit abba abba ccd eed rímképlettel. A forma továbbfejlesztője és másik klasszikusa William Shakespeare (shakespeare-i szonett) volt. Nemcsak a rímsorrenden változtatott (abab cdcd efef gg), hanem a tagoláson is: csak a két utolsó, egymással összecsengő sort írta külön szakaszba, kiemelve ezzel a nemritkán csattanószerű zárlatot (kóda). Minden későbbi (az alaptörvényeket megtartó) újítás a petrarcai vagy a shakespeare-i mintára vezethető vissza. 
A 19. századtól a költői szabadság elsődlegessé válásával a poéták egyre inkább elhagyták a kötöttségeket (ütemhangsúlyos ritmusokat alkalmaztak, növelték a sorok számát, elhagyták a rímeket), és a szonett egy speciális – általában továbbra is 14 soros – szabadverssé vált.
A szonettkoszorú egy még nehezebb műfajt jelent, hiszen két négysoros strófában összesen négy-négy, majd két háromsoros strófában összesen három-három sornak kell rímelnie egymásra. Az ily módon létrehozott komplikált versből a szonettkoszorúhoz tizennégyet kell összeállítani oly módon, hogy a koszorút alkotó mindegyik szonett legelső sora megegyezzen az előző szonett utolsó sorával, majd pedig egy tizenötödik szonettet úgy kell megalkotni, hogy az első tizennégy szonett kezdősorait össze kell illeszteni. Ezt az utolsó szonettet nevezik mesterszonettnek.

## Példák
- Babits Mihály: A lírikus epilógja Archiválva 2009. június 3-i dátummal a Wayback Machine-ben
- Faludi Ferenc: A pipárul
- Faludy György: Mennyei logika
- József Attila: A kozmosz éneke (szonettkoszorú)
- Károly György: Vakogás (szonettkoszorú)